# القوات الجوية الإستونية
القوات الجوية الإستونية (بالإستونية: Eesti Õhuvägi)‏ هي فرع القوات الجوية من القوات المسلحة الإستونية المسؤولة عن حماية المجال الجوي لدولة إستونيا.

## عتاد

### طائرات
| الطائرة             | بلد الصنع         | النوع             | الطراز            | في الخدمة         | ملاحظات                                             |                   |
| طائرات نقل عسكرية   | طائرات نقل عسكرية | طائرات نقل عسكرية | طائرات نقل عسكرية | طائرات نقل عسكرية | طائرات نقل عسكرية                                   | طائرات نقل عسكرية |
| ------------------- | ----------------- | ----------------- | ----------------- | ----------------- | --------------------------------------------------- | ----------------- |
| M28 Skytruck ‏       | بولندا            | نقل               |                   |                   | 2 تحت الطلب.                                        |                   |
| طائرات تدريب        |                   |                   |                   |                   |                                                     |                   |
| آيرو إل-39 ألباتروس | التشيك            | تدريب             |                   | 2                 |                                                     |                   |
| مروحيات             |                   |                   |                   |                   |                                                     |                   |
| روبنسون آر44        | الولايات المتحدة  | تدريب / دوريات    |                   | 4                 | 2 مُجهزة بتقنية الرؤية الأمامية بالأشعة تحت الحمراء. |                   |

### أجهزة الرادار
| الطراز             | بلد الصنع        | النوع                          | العدد | ملاحظات                   |
| ------------------ | ---------------- | ------------------------------ | ----- | ------------------------- |
| رادار AN-117       | الولايات المتحدة | مصفوفة المسح الإلكتروني السلبي | 1     |                           |
| مستشعر فيرا السلبي | جمهورية التشيك   | رادار سلبي                     |       |                           |
| Ground Master 403  | فرنسا            | صفيف مسح إلكتروني نشط          | 2     | تمت صفقة الشراء سنة 2009. |
| GCA-2020           | الولايات المتحدة | Precision approach radar       | 1     |                           |